# ریزماشین‌کاری سطحی
ریزماشین‌کاری سطحی (به انگلیسی: Surface micromachining) یکی از فرایندهای ساخت ریزساختارها از جمله MEMS است. در فرایند ریزماشین‌کاری سطحی با نشاندن و زدایش لایه‌های مختلف بر روی زیرلایه، ریزساختارها را می‌سازند. به صورتی که به جای اینکه زیرلایه سیلیکون را زدایش کنیم، با لایه‌نشینی‌های مختلف و زدایش آنها به صورت انتخابی میکروساختار ساخته می‌شود. به همین دلیل خواص زیرلایه چندان اهمیت ندارد و حتی می‌توان از زیرلایه‌های ارزان قیمتی همچون شیشه و پلاستیک نیز استفاده کرد. استفاده از پالی سیلیکون به عنوان ماده ساختاری در ریزماشین‌کاری سطحی بسیار مرسوم است. در ریزماشین‌کاری سطحی با استفاده از لایه قربانی ریزساختارهای معلق را می‌سازند. همچنین در این روش ریزماشین‌کاری می‌توان قطعات ریزتری را ایجاد کرد. ریزماشین‌کاری سطحی از دهه هشتاد معرفی گردید و در حسگرهای شتاب و فشار مورد استفاده قرار گرفت. امروزه با توجه به رشد روش‌های لایه‌شناسی و شناخت بهتر خواص مواد ریزماشین‌کاری سطحی پیشرفت فراوانی کرده و به عنوان یک روش متداول آزمایشگاهی و صنعتی در تولید ساختارهای MEMS تبدیل شده‌است.

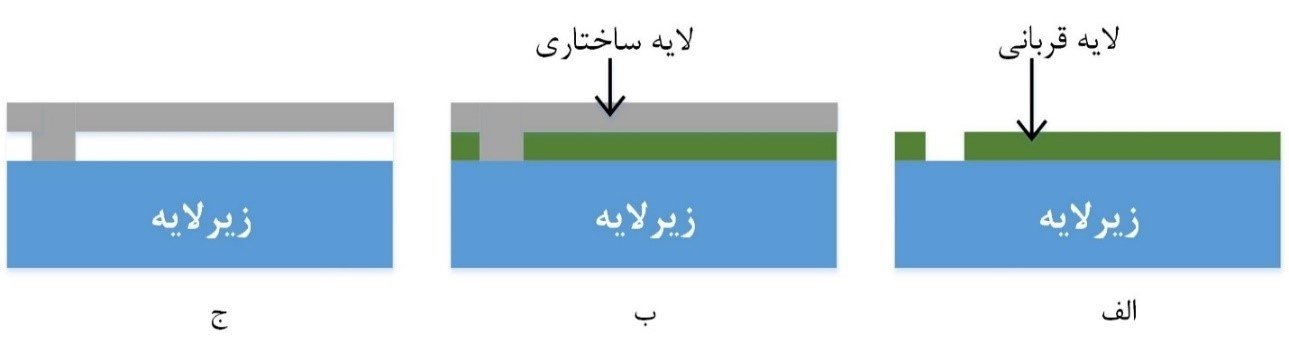
ایجاد یک ساختار معلق با روش ریزماشین‌کاری سطحی الف) لایه‌نشانی و الگودهی لایه قربانی ب) لایه نشانی لایه ساختاری ج) زدایش لایه قربانی و آزاد شدن لایه ساختاری

## لایه ها
به طور کلی، سیلیکن به عنوان بستر زیرین و سیلیکن دی اکسید به عنوان لایه قربانی ( لایه ای که تنها به عنوان پایه برای لایه های دیگر استفاده می شود و در ادامه فرایند حذف می شود) به کار می رود. با از بین رفتن لایه ها قربانی معمولا فضاهای خالی ای به وجود می آید که به هدف مشخصی طراحی شده اند. مهمترین برتری این روش، امکان ایجاد اجزای الکترونیکی و مکانیکی بر روی یک بستر مشترک است. اجزای ساخته شده در این روش نسبت به همتاهای خود در روش ریزماشین‌کاری حجمی کوچکتر هستند. 

در این روش به دلیل اینکه اجزا در روی لایه های زیرین و بستر اصلی ساخته می شوند، اهمیت ویژگی های بستر زیر لایه اهمیت کمتری پیدا می کند. این باعث می شود تا به جای استفاده از ویفر سیلیکن گران قیمت از شیشه یا پلاستیک استفاده کرد.  از این تکنولوژی می توان برای تولید سلول خورشیدی فیلم نازک استفاده کرد. 

## روند تولید
ساخت ماشین ها در ابعاد میکرو با ویفر سیلیکن یا بسترهای دیگری آغاز می شود که می توان اجزای میکروماشین را روی آن ها ساخت. این لایه ها توسط فرایند فوتولیتوگرافی، اچینگ مرطوب یا اچینگ خشک به طور گزینشی می توانند برش داده شده و اچ شوند (اچینگ به هرگونه فرایندی می گویند که در آن قسمتی از یک ماده برش داده شده و از آن جدا می شود). اچینگ خشک می تواند ترکیبی از روش های فیزیکی و شیمیایی باشد و یا با بمباران سطح توسط یون ها سطح را اچ کند. امروزه ساخت مدارات الکتریکی با استفاده از این روش می تواند اجزایی با بیش از 100 لایه مختلف تولید کند. 

### لایه های قربانی
لایه های قربانی برای ساخت اجزای پیچیده تر مانند بخش های متحرک، مورد استفاده قرار می گیرند. برای مثال، به منظور ساخت یک پل معلق، می توان یک لایه قربانی بر روی زیر لایه کاشت و سپس بازوی پل مورد نظر را با استفاده از لایه ی دیگری بر روی لایه قربانی ایجاد کرد، در انتها با حذف لایه قربانی پل معلقی ایجاد می شود. 
در این روش امکان کاشت و برداشت لایه ها به دفعات وجود دارد و همین موضوع موجب ایجاد تنوع گسترده ای از میکرو المان ها شده است. 